# Drepanogynis serrifasciaria
Drepanogynis serrifasciaria là một loài bướm đêm trong họ Geometridae.